# August Lepper
August Lepper war ein Maschinenbauunternehmen in Bad Honnef. Im Jahr 1960 beschäftigte es über 1000 Mitarbeiter.
August Lepper (* 1873; † 2. Mai 1931) gründete das Unternehmen im Jahr 1906. Ursprünglich verkaufte er die in Mode kommenden Wechselstromanlagen und die entsprechend ausrangierten Gleichstrommaschinen. Nach dem Umbau von Gleichstromanlagen auf Wechselstrom errichtete er im Bad Honnefer Lohfeld eine kleine Fabrik, die später zu einem großen Werk wuchs, das Wechselstrommaschinen baute. In den 1930er Jahren wurden Netztransformatoren gebaut, nach der Währungsreform auch Großtransformatoren bis 250.000.000 Voltampere. Als August Lepper mit 56 Jahren starb, übernahm sein Sohn Wilhelm Lepper das Unternehmen. 
1954 wechselte die Unternehmensform in eine GmbH. Gleichzeitig begann die Produktion von Haushaltsgeräten, vor allem halb- und vollautomatischen Waschmaschinen unter dem Markennamen Matura, die überwiegend durch das Versandhaus Quelle vertrieben wurden.
Neben einer Forschungsabteilung verfügte das Unternehmen Lepper über eigene Lehrwerkstätten, eine Werksbibliothek und eine eigene Kantine.
1984 musste das Unternehmen Insolvenz anmelden. Die Marke Matura wurde fortan für durch Bauknecht produzierte Waschmaschinen verwendet. Die Werksanlagen wurden von Asea Brown Boveri (ABB) übernommen. 